# Gumarcaj
Gumarcaj, também Cumarcaj or Kumarcaaj, é um sítio arqueológico no departamento de El Quiché, Guatemala. Antes da chegada dos espanhóis em 1524, era conhecido como Utatlán, o nome da cidade em nauatle. 

## História
Gumarcaj (mais correctamente Q'uma'rka'aaj ou Q'ümä'rkä'aj, nos alfabetos maia-k'ichee' modernos), era a capital dos maias quiché na época pré-colombiana tardia. As ruínas da antiga cidade situam-se próximo da moderna cidade de Santa Cruz del Quiché.
Gumarcaj terá sido fundada por volta de 1400, devido sobretudo à sua posição defensiva, pois tratava-se de uma época de guerra nas terras altas guatemaltecas. A cidade situa-se no cimo de uma elevação rodeada por ravinas.
Os conquistadores espanhois tomaram a cidade em 1524. Pedro de Alvarado ordenou que a cidade juntamente com os nobres que então a governavam fossem queimados. 
A pedra que originalmente revestia as fachadas dos edifícios foi removida para erguer novas construções em Santa Cruz del Quiché, situação que se prolongou até finais do século XIX, produzindo grandes danos ao que restava das antigas construções.
O sítio foi extensivamente documentado na era colonial. Migue Rivera y Maestre fez um relatório sobre o sítio para o governo da Guatemala em 1834. Em 1840 foi visitado pelo escritor John Lloyd Stephens e em 1887 foi elaborada por Alfred P. Maudslay uma planta mais exacta do sítio. As escavações arqueológicas foram efectuadas nas décadas de 1950 e 1970, praticamente sem terem sido feitos trabalhos de restauração.